# 나가이 나오유키 (1614년)

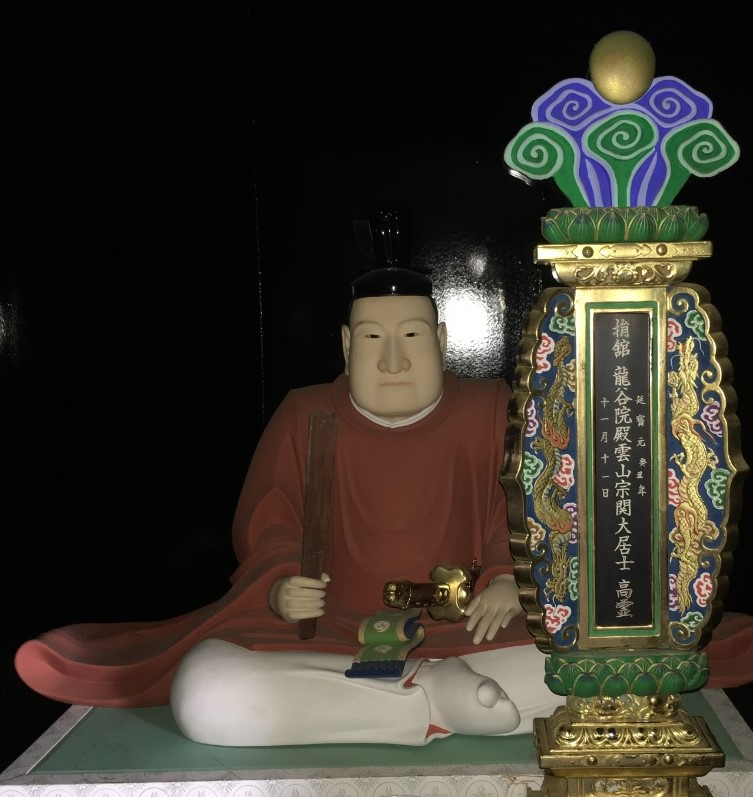
나가이 나오유키

나가이 나오유키(일본어: 永井尚征, 1614년 ~ 1673년 12월 18일)는 야마시로 요도번 제2대 번주, 단고 미야즈 번 초대 번주를 지냈다. 나가이 종가(永井宗家) 제3대 당주.
나오유키는 요도 번 선대 번주 나가이 나오마사의 장남으로 태어났다. 어머니는 에도 정봉행 나이토 기요나리의 딸이다.
| 전임 나가이 나오마사 | 제2대 요도번 번주 (나가이가) 1658년 ~ 1669년 | 후임 이시카와 노리유키 |

| 전임 막부령(교고쿠 다카쿠니) | 제1대 미야즈 번 번주 (나가이가) 1669년 ~ 1673년 | 후임 나가이 나오나가 |